# Lago Chengcing
Lago Chengcing (en chino: 澄清湖; también conocido como Cheng Ching, Dabei o Toapi) Es un lago artificial ubicado en el Distrito Niaosong de la ciudad de Kaohsiung, no muy lejos del centro de la ciudad de Kaohsiung y del distrito suburbano principal de Fengshan. El lago es una fuente de la red de abastecimiento de agua y una zona turística de la región de Kaohsiung en la isla de Taiwán.

## Parque y acuario
Una parte del lago con su costa es administrada como un parque cerrado. El castillo de Chiang Kai-shek, el expresidente y jefe militar de Taiwán, está situado en el parque. Alrededor de la orilla del lago, Chiang también estableció un cuartel militar subterráneo, que ha sido adaptada en un acuario público, llamado Museo de vida marina exótica del Lago Cheng Ching. Fue construido originalmente como un túnel subterráneo en el año 1961, como protección contra un eventual ataque nuclear.